# ノーリーズン
ノーリーズン（欧字名:No Reason、1999年6月4日 - 2024年5月7日）は、日本の競走馬、種牡馬。
2002年の皐月賞（GI）を制した。

## 戦績

### 2002年
2002年1月5日に京都競馬場で新馬勝ちする。2戦目の500万下条件戦こぶし賞も勝ち、デビューから2連勝を飾った。3戦目は皐月賞トライアルの若葉ステークスに出走するが7着に敗れ、2着までに与えられる皐月賞の優先出走権を取ることができなかった。皐月賞の出走は抽選待ちとなったが、7分の2の抽選をくぐり抜けて出走がかなった。前走の大敗もあって15番人気となったが、初騎乗となるブレット・ドイルの好騎乗もあり、中団から抜け出して皐月賞を制した。タイムは1分58秒5でナリタブライアンがマークした皐月賞レコードを0.5秒更新するものであった。2着にも8番人気のタイガーカフェが入り、馬連の配当は53,090円という大波乱となった。続く東京優駿（日本ダービー）ではタニノギムレットに続く2番人気となったが、直線の坂で伸びきれず8着に敗れた。レース後、軽い骨折が判明し、休養に入る。
骨折の程度は軽く、秋の菊花賞トライアル・神戸新聞杯で復帰し、2着に入り復活をアピールした。そして迎えた菊花賞では、神戸新聞杯を制したシンボリクリスエスが翌週の天皇賞（秋）に回ったために本命不在となり、生涯唯一の1番人気に支持される。しかし、スタートしてゲートを出た直後につまずき、鞍上の武豊が落馬して競走中止。同レース総売り上げの48.8％にあたる約110億円分の馬券が一瞬で紙屑になり、場内がどよめきに包まれるなか菊花賞を制したのは10番人気のヒシミラクルで、2着に16番人気のファストタテヤマが入った。馬連の配当は皐月賞を大きく上回る96,070円となり、大波乱の影の立役者となってしまった。人馬ともに怪我はなかったため秋シーズンを続けるが、ジャパンカップは8着、有馬記念は6着と良い成績は残せなかった。

### 2003年・2004年
古馬となった緒戦の京都記念は5着、続く阪神大賞典は4着と掲示板に載るのが精一杯であった。続く天皇賞（春）に向けて調整が続いていたが、屈腱炎を発症し1年半の休養を強いられる。2004年秋の朝日チャレンジカップで復帰したが11頭立ての最下位に敗れ、レース後に再び屈腱炎を発症したため、現役を引退し種牡馬入りすることになった。

## 競走成績
以下の内容は、JBISサーチおよびnetkeiba.comに基づく。
| 競走日     | 競馬場 | 競走名          | 格      | 距離（馬場）  | 頭 数 | 枠 番 | 馬 番 | オッズ （人気） | 着順 | タイム （上り3F） | 着差 | 騎手      | 斤量 [kg] | 1着馬（2着馬）         | 馬体重 [kg] |
| ---------- | ------ | --------------- | ------- | ------------- | ----- | ----- | ----- | --------------- | ---- | ----------------- | ---- | --------- | --------- | ---------------------- | ----------- |
| 2002.01.05 | 京都   | 3歳新馬         |         | 芝1800m（良） | 16    | 1     | 1     | 006.70（2人）   | 01着 | R1:50.2（36.2）   | -0.3 | 0武豊     | 55        | （アグネスプラネット） | 474         |
| 0000.02.09 | 京都   | こぶし賞        | 500万下 | 芝1600m（良） | 15    | 7     | 12    | 003.60（2人）   | 01着 | R1:35.5（35.6）   | -0.1 | 0武豊     | 55        | （マチカネメニモミヨ） | 470         |
| 0000.03.16 | 阪神   | 若葉S           | OP      | 芝2000m（良） | 11    | 6     | 7     | 005.30（2人）   | 07着 | R2:02.4（35.7）   | -0.9 | 0福永祐一 | 56        | シゲルゴッドハンド     | 470         |
| 0000.04.14 | 中山   | 皐月賞          | GI      | 芝2000m（良） | 18    | 1     | 2     | 115.9（15人）   | 01着 | R1:58.5（35.0）   | -0.3 | 0B.ドイル | 57        | （タイガーカフェ）     | 474         |
| 0000.05.26 | 東京   | 東京優駿        | GI      | 芝2400m（良） | 18    | 1     | 2     | 005.00（2人）   | 08着 | R2:26.9（35.6）   | -0.7 | 0蛯名正義 | 57        | タニノギムレット       | 474         |
| 0000.09.22 | 阪神   | 神戸新聞杯      | GII     | 芝2000m（良） | 16    | 8     | 15    | 005.70（2人）   | 02着 | R1:59.5（35.0）   | -0.4 | 0武豊     | 56        | シンボリクリスエス     | 470         |
| 0000.10.20 | 京都   | 菊花賞          | GI      | 芝3000m（良） | 18    | 3     | 6     | 002.50（1人）   |      | 競走中止          |      | 0武豊     | 57        | ヒシミラクル           | 474         |
| 0000.11.24 | 中山   | ジャパンC       | GI      | 芝2200m（良） | 16    | 5     | 9     | 013.20（4人）   | 08着 | R2:13.0（36.0）   | -0.8 | 0蛯名正義 | 55        | ファルブラヴ           | 474         |
| 0000.12.22 | 中山   | 有馬記念        | GI      | 芝2500m（稍） | 14    | 4     | 6     | 020.80（6人）   | 06着 | R2:33.7（35.6）   | -1.1 | 0蛯名正義 | 55        | シンボリクリスエス     | 476         |
| 2003.02.22 | 京都   | 京都記念        | GII     | 芝2200m（稍） | 16    | 3     | 6     | 003.70（2人）   | 05着 | R2:16.8（34.8）   | -0.3 | 0武豊     | 56        | マイソールサウンド     | 478         |
| 0000.03.23 | 阪神   | 阪神大賞典      | GII     | 芝3000m（良） | 15    | 2     | 3     | 009.00（3人）   | 04着 | R3:06.6（35.2）   | -0.7 | 0小牧太   | 58        | ダイタクバートラム     | 476         |
| 2004.09.11 | 阪神   | 朝日チャレンジC | GIII    | 芝2000m（良） | 11    | 8     | 10    | 014.40（4人）   | 11着 | R2:02.2（33.7）   | -0.6 | 0安藤勝己 | 58        | スズカマンボ           | 480         |

## 引退後
2005年から優駿スタリオンステーションで種牡馬入りする。2008年から産駒がデビューしたが、この年は勝ち上がった産駒が1頭もいないなど成績は振るわず、それまで2ケタを確保していた種付け頭数も翌2009年はわずか2頭に激減。2010年1月1日付けで用途変更となった。
2010年12月から福島県南相馬市の松浦ライディングセンターに移動し、引退名馬けい養展示事業の助成を受けて、功労馬として余生を送っていた。2011年3月11日の東北地方太平洋沖地震で被災し、福島第一原子力発電所事故の影響で自主避難対象区域となったことから、一時的に同馬を宇都宮大学に避難させていた。同年5月に松浦ライディングセンターに戻る。
2014年11月に南相馬市の鹿頭ステーブルに移動した。福島県相馬地方の伝統行事相馬野馬追では「神旗争奪戦」や「お行列」に2023年まで参加。なお2019年には南相馬市の発行する情報誌の創刊号の表紙を飾った。
2024年5月7日に死亡した。25歳没。

### 主な産駒
- キスミープリンス[23]（2008年産　鎌倉記念、全日本2歳優駿-JpnI 3着）
- コスモノーズアート[24]（2008年産　九州ダービー栄城賞）

## 血統表
| ノーリーズンの血統                              | ノーリーズンの血統             | ノーリーズンの血統          | （血統表の出典）            | （血統表の出典） |
| 父系                                            | ロベルト系                     | ロベルト系                  | ロベルト系                  | [ § 2 ]          |
| 父 *ブライアンズタイム Brian's Time 1985 黒鹿毛 | 父の父Roberto 1969 鹿毛        | Hail to Reason              | Turn-to                     | Turn-to          |
| 父 *ブライアンズタイム Brian's Time 1985 黒鹿毛 | 父の父Roberto 1969 鹿毛        | Hail to Reason              | Nothirdchance               |                  |
| 父 *ブライアンズタイム Brian's Time 1985 黒鹿毛 | 父の父Roberto 1969 鹿毛        | Bramalea                    | Nashua                      | Nashua           |
| 父 *ブライアンズタイム Brian's Time 1985 黒鹿毛 | 父の父Roberto 1969 鹿毛        | Bramalea                    | Rarelea                     |                  |
| 父 *ブライアンズタイム Brian's Time 1985 黒鹿毛 | 父の母Kelley's Day 1977 鹿毛   | Graustark                   | Ribot                       | Ribot            |
| 父 *ブライアンズタイム Brian's Time 1985 黒鹿毛 | 父の母Kelley's Day 1977 鹿毛   | Graustark                   | Flower Bowl                 |                  |
| 父 *ブライアンズタイム Brian's Time 1985 黒鹿毛 | 父の母Kelley's Day 1977 鹿毛   | Golden Trail                | Hasty Road                  | Hasty Road       |
| 父 *ブライアンズタイム Brian's Time 1985 黒鹿毛 | 父の母Kelley's Day 1977 鹿毛   | Golden Trail                | Sunny Vale                  |                  |
| 母 *アンブロジン Ambrosine 1988 鹿毛            | 母の父Mr. Prospector 1970 鹿毛 | Raise a Native              | Native Dancer               | Native Dancer    |
| 母 *アンブロジン Ambrosine 1988 鹿毛            | 母の父Mr. Prospector 1970 鹿毛 | Raise a Native              | Raise You                   |                  |
| 母 *アンブロジン Ambrosine 1988 鹿毛            | 母の父Mr. Prospector 1970 鹿毛 | Gold Digger                 | Nashua                      | Nashua           |
| 母 *アンブロジン Ambrosine 1988 鹿毛            | 母の父Mr. Prospector 1970 鹿毛 | Gold Digger                 | Sequence                    |                  |
| 母 *アンブロジン Ambrosine 1988 鹿毛            | 母の母*バラダ Barada 1982 栗毛 | Damascus                    | Sword Dancer                | Sword Dancer     |
| 母 *アンブロジン Ambrosine 1988 鹿毛            | 母の母*バラダ Barada 1982 栗毛 | Damascus                    | Kerala                      |                  |
| 母 *アンブロジン Ambrosine 1988 鹿毛            | 母の母*バラダ Barada 1982 栗毛 | Courtly Dee                 | Never Bend                  | Never Bend       |
| 母 *アンブロジン Ambrosine 1988 鹿毛            | 母の母*バラダ Barada 1982 栗毛 | Courtly Dee                 | Tulle                       |                  |
| 母系(F-No.)                                     | Courtly Dee系(FN:A4)           | Courtly Dee系(FN:A4)        | Courtly Dee系(FN:A4)        | [ § 3 ]          |
| 5代内の近親交配                                 | Nashua 4×4、Nasrullah 5×5･5    | Nashua 4×4、Nasrullah 5×5･5 | Nashua 4×4、Nasrullah 5×5･5 | [ § 4 ]          |
| 出典                                            | 1. 2. 3. 4.                    | 1. 2. 3. 4.                 | 1. 2. 3. 4.                 | 1. 2. 3. 4.      |

- 半弟グレイトジャーニーは、2004年シンザン記念、2006年ダービー卿チャレンジトロフィーの優勝馬。
- 半姉サンタムールの孫に2014年東京優駿優勝馬ワンアンドオンリー、同じく半姉ロスマリヌスの曾孫に2023年中山金杯優勝馬ラーグルフがいる。
- そのほかの近親にグリーンデザート、アーチ、ヤマニンパラダイス、バイエルン、メイショウハリオなど。

## エピソード
菊花賞でのスタート直後の落馬について、騎乗していた武豊騎手が自己のブログにて「落馬した地点から再度乗る事ができればレースを再開する事はできるが、あまりにも絶望的な差が開いていたのであきらめた」と語っている
。馬を正面から映したパトロール映像では、ノーリーズンはスタート直後に前のめりにつまずいており、また武騎手も落馬した直後に再び騎乗しようとする姿を見ることができる。なお、武騎手は2008年のエリザベス女王杯でポルトフィーノに騎乗したときもスタート直後に落馬しており、ノーリーズンの落馬と絡めて再び揶揄されることになってしまった。またクラシック三冠のうち第一冠の皐月賞を制しているにもかかわらず、三冠全てで違う騎手が騎乗するという珍しいケースとなっている。これは皐月賞優勝のときに騎乗していたブレット・ドイル騎手が私的なトラブルのために帰国してしまったことと、同年の東京優駿を制したタニノギムレットが菊花賞に出走できないまま引退し、菊花賞で武豊騎手の騎乗する馬がなくなってしまったことが原因である。しかし、これが菊花賞での落馬という後味の悪い結果を残す遠因となってしまった。
皐月賞における単勝配当1万1590円は皐月賞史上歴代1位の高配当で、皐月賞史上唯一の単勝万馬券配当でもある。牡牝合わせたクラシック競走全体でも1949年に日本ダービーに優勝したタチカゼに次いで歴代2位の配当である（1984年のグレード制導入以後は歴代1位）ちなみに、クラシック競走全体における単勝万馬券配当は日本競馬史上この2例のみである。